# Naloxon
Naloxon is een opioïde antagonist met een competitieve werking op de mu-, delta-, en kappa-opioïdereceptoren. Omdat naloxon geen agoniserende (morfine-)werking heeft en een zeer hechte binding met de opiaatreceptoren aangaat kan het geneesmiddel gebruikt worden als specifiek antidotum tegen een overdosis opioïden zoals heroïne of morfine. Naloxon verdringt in feite het opioïde van de receptor en kan zo de effecten van morfinomimetica opheffen.
Ademhalingsonderdrukking is een van de meest bedreigende effecten van een hoge dosis opioïden. In nood kan bij een overdosis een intraveneuze toediening van naloxon de ademhaling herstellen en de patiënt doen ontwaken. Verdere opvolging in het ziekenhuis is aangewezen wegens de redelijk korte werkingsduur van naloxon in vergelijking met deze van sommige opioïden.
Naloxon wordt in combinatiepreparaten met tilidine gebruikt om overdosering en misbruik van tilidine te voorkomen.
Therapeutische doses naloxon/tilidine worden ten gevolge van het first-pass-effect snel en volledig gemetaboliseerd tot inactive metabolieten. Bij hogere dosering is de lever niet meer in staat om naloxon volledig te metaboliseren en komt naloxon wel in circulatie waar het de effecten van tilidine tenietdoet.
De stof is opgenomen in de lijst van essentiële geneesmiddelen van de WHO.